# Opsianus picturatus
Opsianus picturatus är en insektsart som beskrevs av Metcalf 1946. Opsianus picturatus ingår i släktet Opsianus och familjen dvärgstritar. Inga underarter finns listade i Catalogue of Life.